# Fanteekamzwaluw

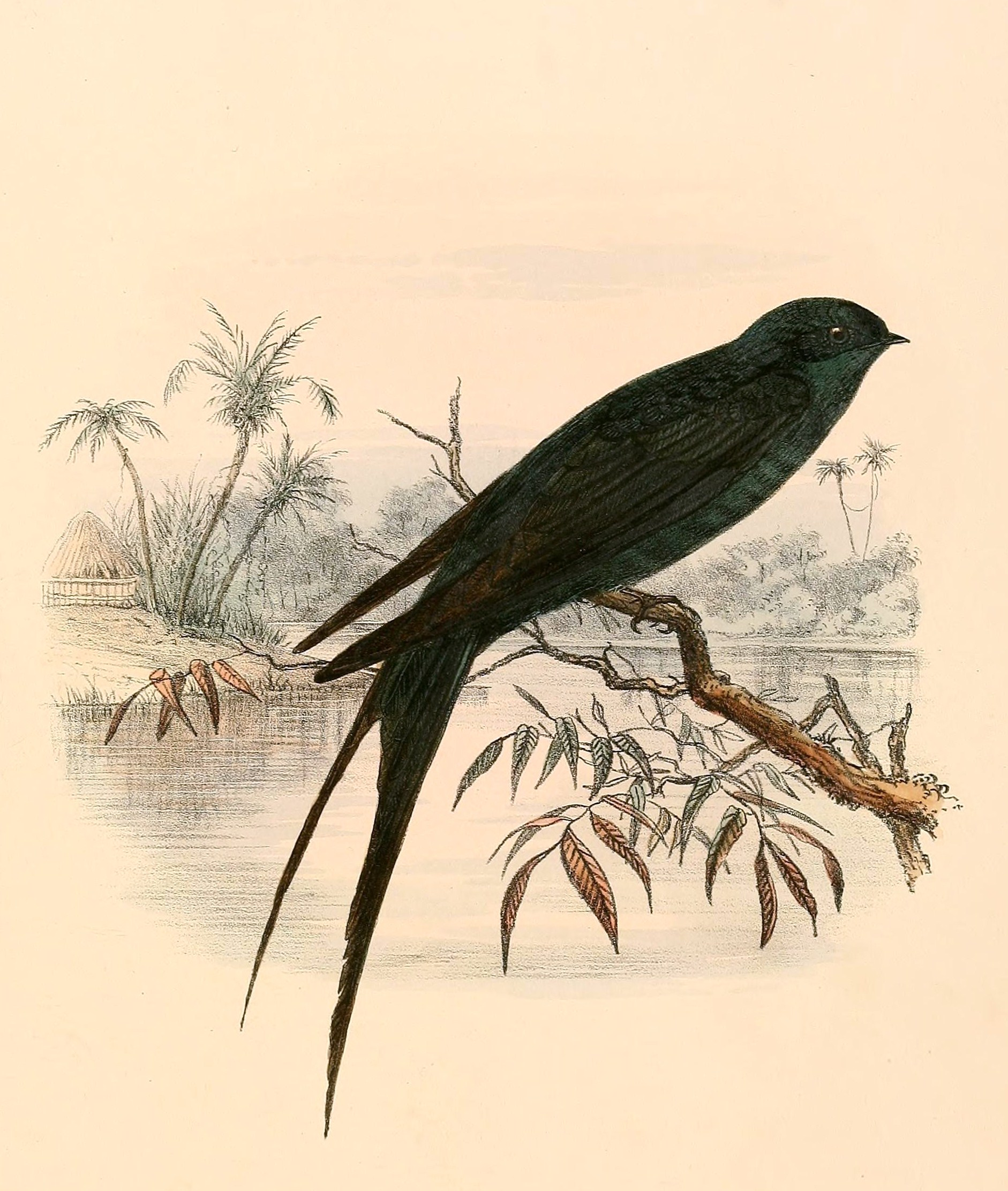
Afbeelding uit A monograph of the Hirundinidae uit 1885 van Richard Bowdler Sharpe.

De fanteekamzwaluw (Psalidoprocne obscura) is een zangvogel uit de familie Hirundinidae (zwaluwen). De vogel komt alleen voor in West-Afrika en Fantee heeft betrekking op een etnische groep uit onder andere zuidelijk Ghana.

## Herkenning
Deze zwaluw is 17 cm lang en weegt 9 tot 10 g. De vogel is geheel glanzend zwart met een sterk gevorkte staart. De ondervleugeldekveren zijn dofbruin. De vrouwtjes hebben een kortere staart.

## Verspreiding en leefgebied
Deze soort komt voor van Senegal en Gambia tot oostelijk Nigeria, zuidwestelijk Kameroen en de Centraal-Afrikaanse Republiek.
Het is een zwaluw met een voorkeur voor bebost gebied, bosranden, graslanden en langs rivieren.

## Status
De grootte van de wereldpopulatie is niet gekwantificeerd. Plaatselijk is de vogel algemeen, maar in Liberia is de vogel weer plaatselijk schaars. Men veronderstelt dat de soort in aantal stabiel is. Om deze redenen staat de fanteekamzwaluw als niet bedreigd op de Rode Lijst van de IUCN.